# Mapeado UV

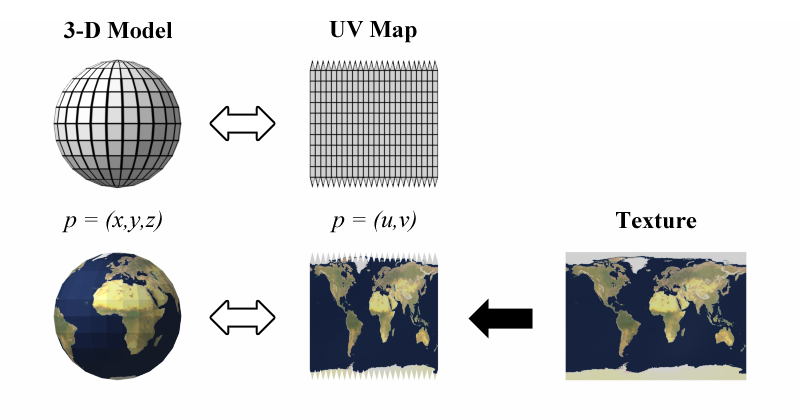
La aplicación de una textura en el espacio UV en un efecto en 3D.

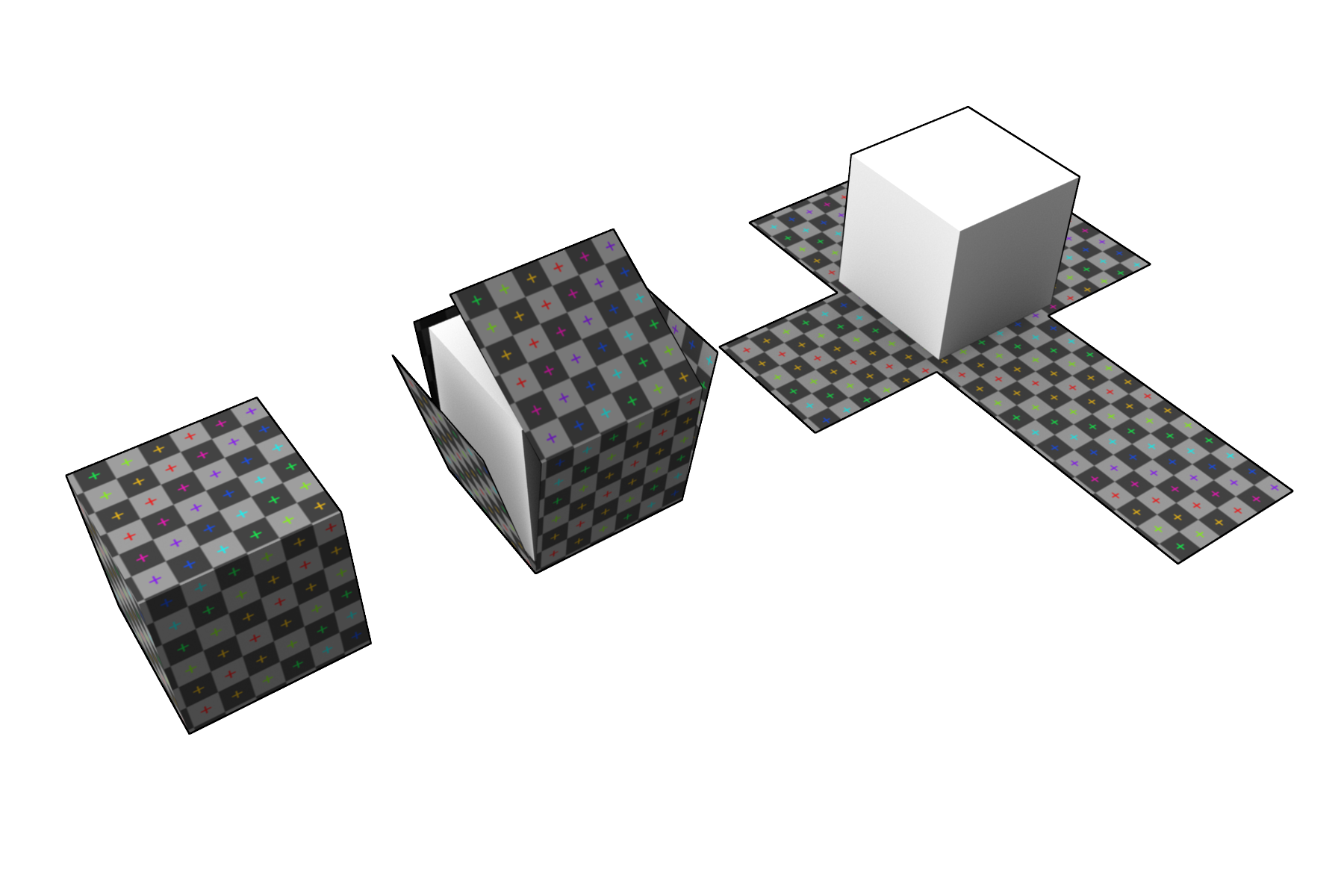
Una representación del mapeado UV de un cubo. A continuación se puede texturizar la red de cubos aplanada para darle textura al cubo.

El mapeado UV es el proceso de modelado 3D que consiste en proyectar la superficie de un modelo 3D en una imagen 2D para mapear texturas. Las letras «UV» del nombre indican los ejes de la textura 2D porque «X, Y y Z» indican los ejes del objeto 3D en el espacio, mientras que «W» se utiliza para calcular las rotaciones de cuaterniones, una operación común en computación gráfica.

## Proceso
El texturizado UV permite pintar los polígonos que forman un objeto 3D con color (y otros atributos de superficie) a partir de una imagen normal. La imagen se llama mapa de textura UV. El proceso de mapeado UV implica asignar píxeles en la imagen a mapeos de superficie en el polígono, generalmente copiando «programáticamente» una pieza triangular del mapa de la imagen y pegándola en un triángulo del objeto. El texturizado UV es una alternativa al videomapeado (por ejemplo, usando cualquier par de coordenadas X, Y, Z del modelo o cualquier transformación de la posición); solo se asigna a un espacio de textura en vez de al espacio geométrico del objeto. El cálculo de renderizado utiliza las coordenadas de textura UV para determinar cómo pintar la superficie tridimensional.

## Técnicas de aplicación

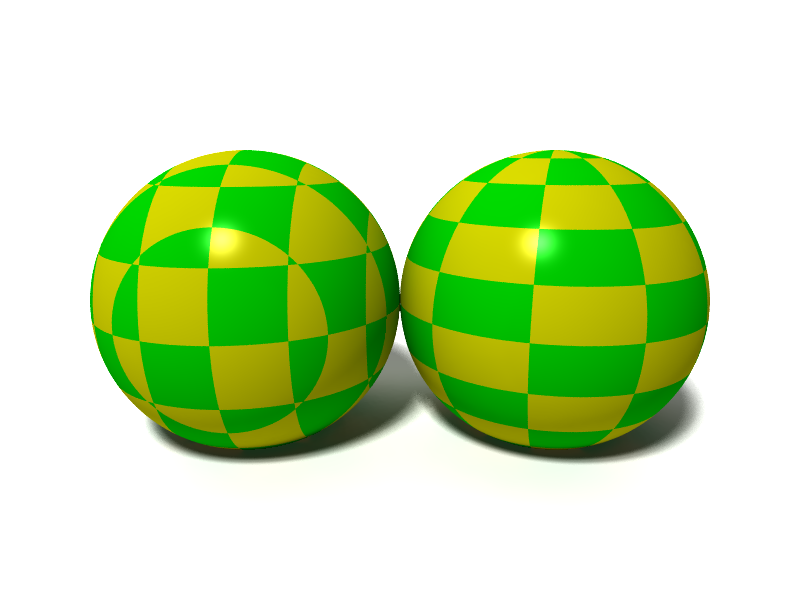
Una esfera a cuadros, sin (izquierda) y con (derecha) mapeado UV (usando espacio 3D XYZ o espacio 2D UV).

En el ejemplo de la derecha, a una esfera se le da una textura a cuadros de dos maneras. A la izquierda, sin mapeado UV, la esfera contiene cuadrados tridimensionales que forman mosaicos en el espacio euclidiano. Con el mapeado UV, los cuadrados colocan en mosaico el espacio UV bidimensional y los puntos en la esfera asignan este espacio según su latitud y longitud.

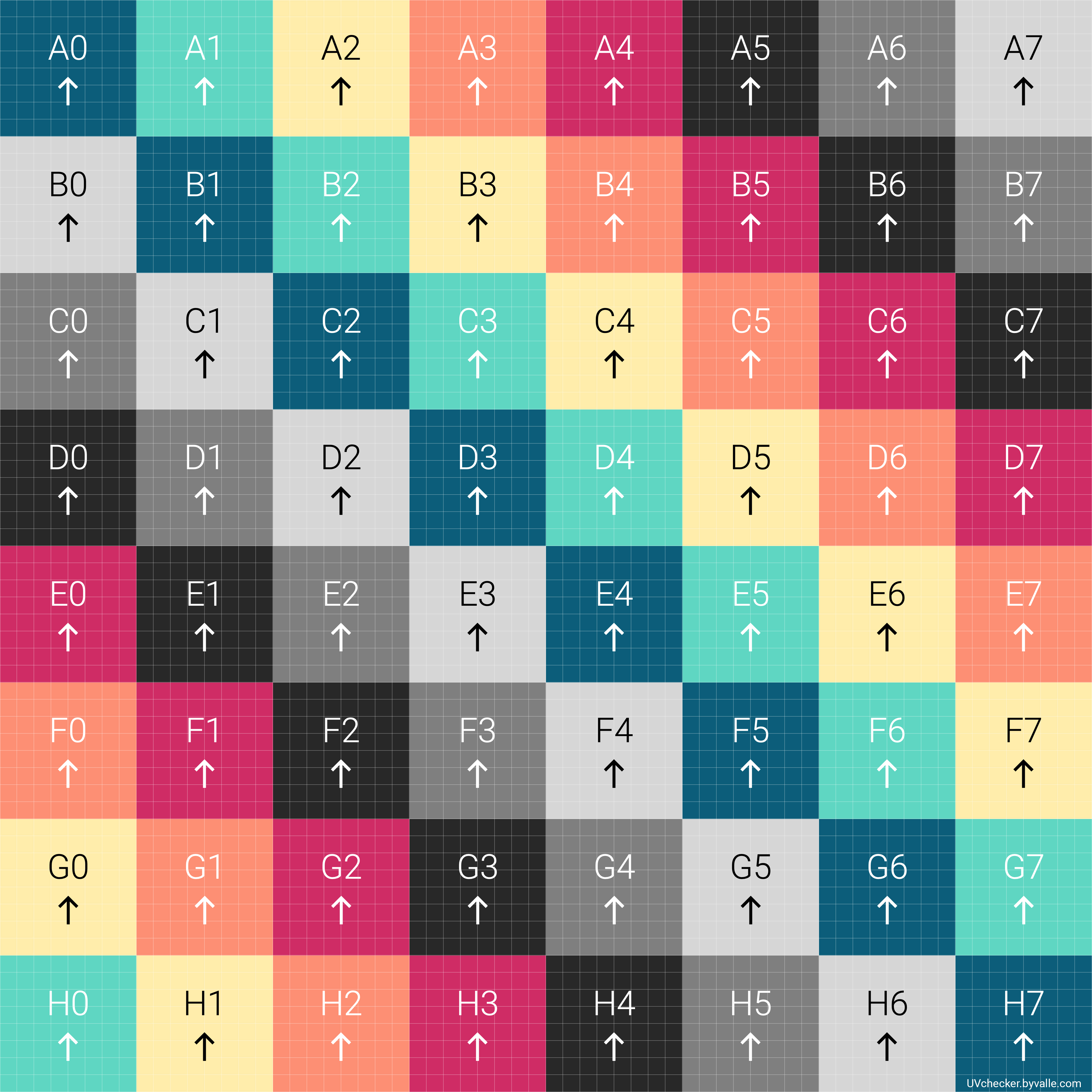
Mapa de cuadrados UV con coordenadas.

### Desarrollo de los ejes UV
Cuando se crea un modelo como una malla poligonal utilizando un modelador 3D, se pueden generar coordenadas UV (también conocidas como coordenadas de textura) para cada vértice de la malla. Una forma es que el modelador 3D despliegue la malla triangular en las uniones, disponiendo automáticamente los triángulos en una superficie plana. Si la malla es una esfera UV, por ejemplo, el modelador podría transformarla en una proyección equirrectangular. Una vez desarrollado el modelo, el artista puede pintar una textura en cada triángulo individualmente, utilizando la malla desarrollada como plantilla. Cuando se renderiza la escena, cada triángulo se asignará a su textura adecuada en la «hoja de texturas».
Un mapa UV puede generarse automáticamente por un software, crearse a mano por un artista o ser una combinación de ambos. Lo más habitual es que se genere un mapa UV y luego el artista lo ajuste y optimice para minimizar las uniones y superposiciones. Si el modelo es simétrico, el artista puede superponer triángulos opuestos para permitir pintar ambos lados simultáneamente.
Opcionalmente se aplican coordenadas UV por cara. Esto significa que una posición de vértice espacial compartida puede tener diferentes coordenadas UV para cada uno de sus triángulos, por lo que los triángulos adyacentes se pueden cortar y colocar en distintas zonas del mapeado de la textura.
El proceso de mapeado UV en su forma más simple requiere tres pasos: desarrollar la malla, crear la textura y aplicar la textura a una cara respectiva del polígono.
El mapeado UV puede utilizar texturas repetidas o un mapeado inyectivo «único» como requisito previo para la producción.

## Encontrar UV en una esfera
Para cualquier punto {\displaystyle P} en la esfera, calcula {\displaystyle {\hat {d}}}, siendo ese el vector unitario de {\displaystyle P} al origen de la esfera.
Suponiendo que los polos de la esfera están alineados con el eje Y, las coordenadas UV en el rango {\displaystyle [0,1]} se puede calcular de la siguiente manera:
{\displaystyle u=0.5+{\frac {\operatorname {arctan2} (d_{z},d_{x})}{2\pi }},}
{\displaystyle v=0.5+{\frac {\arcsin(d_{y})}{\pi }}.}